# ادنا فربر
ادنا فربر (انگلیسی: Edna Ferber؛ ۱۵ اوت ۱۸۸۵ – ۱۶ آوریل ۱۹۶۸) یک نمایش‌نامه‌نویس و رمان‌نویس اهل ایالات متحده آمریکا بود.

## جوایز
- برنده «جایزه پولیتزر برای داستان» (۱۹۲۵)

## کتابشناسی
- سیمارون
- غول